# Gilberto Ribeiro Gonçalves
Gilberto Ribeiro Gonçalves (Andradina, 13 september 1980) is een voormalig Braziliaans voetballer.

## Braziliaans voetbalelftal
Gil debuteerde in 2003 in het Braziliaans nationaal elftal en speelde 4 interlands, waarin hij 1 keer scoorde.